# Sally Rooney
Sally Rooney, född 20 februari 1991 i Castlebar, County Mayo, Irland, är en irländsk författare, poet och essäist. Rooney studerade engelska vid Trinity College Dublin och avlade en magisterexamen i amerikansk litteratur 2013. Som student vid Trinity College Dublin deltog Rooney i universitetsdebatter och tävlade senare i European Universities Debating Championships. Rooneys romaner Normala människor och Samtal med vänner har filmatiserats som tv-serier.